# Artezunat
Artezunat (łac. artesunatum) – wielofunkcyjny organiczny związek chemiczny, pochodna artemizyniny, prolek o własnej aktywności, stosowany w leczeniu malarii.

## Mechanizm działania
Artezunat posiada własną aktywność, jednakże po podaniu ulega szybkiemu przekształceniu w dihydroartemizynę przy udziale esteraz obecnych w osoczu krwi i być może również podjednostki CYP2A6 cytochromu P450. Własna aktywność artezunatu odgrywa rolę w działaniu jedynie przy podaniu dożylnym.

## Zastosowanie
Zgodnie z wytycznymi WHO artezunat powinien być stosowany w następujących wskazaniach:
- ciężka malaria (pozajelitowo lub doodbytniczo),
- leczenie niepowikłanych ataków malarii spowodowanych przez zarodźca ruchliwego (Plasmodium vivax), zarodźca pasmowego (Plasmodium malariae), zarodźca owalnego (Plasmodium ovale), zarodźca sierpowatego (Plasmodium falciparum) oraz zarodźca małpiego (Plasmodium knowlesi) (w połączeniach z amodiachiną, meflochiną oraz sulfadoksyną – pirymetaminą),

Artezunat znajduje się na wzorcowej liście podstawowych leków Światowej Organizacji Zdrowia (WHO Model Lists of Essential Medicines) (2015).
Artezunat nie jest dopuszczony do obrotu w Polsce (2018).

## Działania niepożądane
Artezunat może powodować następujące działania niepożądane: zaburzenia jelitowe, kaszel, wysypka, ból stawów, zawroty głowy oraz hemolizę, która może wystąpić nawet po tygodniach po zakończeniu leczenia i jest klinicznie najistotniejszym problemem. Nadwrażliwość na artezunat została oszacowana na 1:3000 leczonych pacjentów.